# دوس توريس (قرطبة)
بلدية دوس توريس (بالإسبانية: Dos Torres)‏، هي إحدى بلديات مقاطعة قرطبة إحدى مقاطعات إسبانيا، و التي تقع في منطقة الأندلس جنوب إسبانيا.
يبلغ عدد سكانها 2.601 نسمة وفقاً لإحصائية سنة (2007).

## أعلام
- ألفارو ميدران